# بلترامی ۱۵۶۲۰
سیارک ۱۵۶۲۰ (به انگلیسی: 15620 Beltrami، نامگذاری:2000HQ14) پانزده هزار و ششصد و بیستمین سیارک کشف شده‌است که در ۲۹ آوریل ۲۰۰۰ کشف شد.
قدر مطلق سیارک برابر ۱۴٫۸۰ است.